# 林宗寿
林宗寿（1957年—），汉族，中华人民共和国政治人物、第十一届全国政协委员。
担任武汉理工大学博士生导师。2008年，当选第十一届全国政协委员，代表教育界，分入第四十组。并担任人口资源环境委员会专委。